# Orange Is the New Black
Orange Is the New Black (às vezes, abreviado como OITNB) é uma série de televisão via streaming americana desenvolvida por Jenji Kohan, Sara Hess e Tara Herrmann para a Netflix, estrelada por Taylor Schilling. É baseada em Orange Is the New Black: My Year in a Women's Prison (2010), memória criada por Piper Kerman, sobre suas experiências na FCI Danbury, uma prisão federal de segurança mínima. A série foi oficializada no primeiro semestre de 2013, com ordem de 13 episódios para a primeira temporada, que foi lançada em 11 de julho de 2013. Em 5 de fevereiro de 2016, a Netflix renovou a série para uma quinta, sexta e sétima temporada. Em 17 de outubro de 2018, foi confirmado que a sétima temporada seria a última da série e foi lançada em 26 de julho de 2019.
No Brasil, está no catalogo do Netflix Brasil e também é exibido na TV fechada pelo Comedy Central Brasil e na TV aberta pela Band.

## Sinopse
A série se desenvolve ao redor da história de Piper Chapman, que mora em Nova York e, é condenada a cumprir 15 meses numa prisão feminina federal por ter participado do transporte de uma mala de dinheiro proveniente do tráfico de drogas quando mais jovem a pedido da sua ex-namorada, Alex Vause, que é uma peça importante num cartel internacional de drogas. O delito ocorreu há dez anos antes do início da série e, no decorrer desse período, Piper seguiu sua vida tranquila entre a classe média-alta de Nova York. Já no alto dos seus trinta e poucos anos, desfruta de uma felicidade sem tamanho ao lado do seu noivo Larry Bloom, deixando seu passado sombrio de lado, até ele resolver voltar para assombrá-la. Para pagar por seus crimes, Piper resolve se entregar e troca uma vida confortável pela prisão. Tragada por um universo laranja completamente distinto do seu, acaba encontrando tensão e companheirismo num grupo de detentas desbocadas, em um local em que é impossível fugir, até de si mesma.

## Episódios
| Temporada | Temporada | Episódios | Episódios | Originalmente lançado |
| --------- | --------- | --------- | --------- | --------------------- |
|           | 1         | 13        | 13        | 11 de julho de 2013   |
|           | 2         | 13        | 13        | 6 de junho de 2014    |
|           | 3         | 13        | 13        | 11 de junho de 2015   |
|           | 4         | 13        | 13        | 17 de junho de 2016   |
|           | 5         | 13        | 13        | 9 de junho de 2017    |
|           | 6         | 13        | 13        | 27 de julho de 2018   |
|           | 7         | 13        | 13        | 26 de julho de 2019   |

### 1ª temporada (2013)
A primeira temporada da série mostra a chegada e adaptação de Piper Chapman na prisão de Litchfield. Também seu reencontro com sua ex-namorada, Alex Vause, dentro da própria prisão, e sempre intercalando com flashbacks do seu passado para que possamos saber como elas se conheceram, e também sobre seu relacionamento com Larry Bloom, seu atual noivo. A temporada apresenta como funciona a divisão das detentas na prisão em grupos, o fanatismo religioso de Pennsatucky, o relacionamento de Daya com o guarda Bennett, Suzanne e sua obsessão por Piper, Red como chefe de cozinha, e o contrabando dentro da prisão.

### 2ª temporada (2014)
Piper é transferida de Litchfield para uma prisão de segurança máxima em Chicago. Ela viaja de avião até pegar um ônibus do Departamento de Correções, que a leva até o presídio. Em Chicago, várias detentas chegam com Piper, fazem um teste urinário e finalizam trocando de material para entrarem nas celas, onde Piper passa alguns dias até seu julgamento. Depois de encontrar Alex na prisão em Chicago e bolarem um plano para o julgamento, as coisas dão errado fazendo com que Piper retorne para Litchfield e Alex seja solta.

### 3ª temporada (2015)
Com Alex de volta a Litchfield e outras novas detentas na prisão, o relacionamento de Piper e Alex tem algumas reviravoltas, principalmente com a presença da nova detenta Stella. Piper, agora mais amadurecida e adaptada à vida dentro da prisão, começa um esquema de contrabando de calcinhas. Enquanto isso, Litchfield passa por uma crise administrativa que não afeta só a própria prisão, mas também seus funcionários. Suzanne se torna famosa na prisão após começar a escrever histórias eróticas, assim como Norma também tem um grande destaque por "realizar milagres".

### 4ª temporada (2016)
Novas detentas e novos guardas chegam a Litchfield. Piper perde o controle de seu negócio de calcinhas usadas, pois Maria resolve se tornar sua concorrente. Judy King, uma chefe de cozinha famosa da TV chega à prisão após ser condenada por crimes severos. Com a chegada das outras detentas, novos grupos são formados e novas rixas são pregadas. Estupro, morte e brigas atingem Litchfield enquanto os novos guardas tentam controlar a super lotação da prisão.

### 5ª temporada (2017)
Devido a uma ação imprevisível de Daya, uma rebelião se inicia em Litchfield. Maritza e Flaca começam seu próprio canal na internet. Alex, contra sua própria vontade, começa a liderar um grupo de detentas que são contra a rebelião. Red começa a investigar Piscatella com a ajuda de Blanca. Gloria tenta encontrar uma maneira de sair da prisão e ver seu filho, que está doente em estado grave. Aleida tem que enfrentar problemas fora da prisão.

### 6ª temporada (2018)
Em 5 de fevereiro de 2016, a Netflix renovou a série para uma sexta temporada, que foi lançada em 27 de julho de 2018

### 7ª temporada (2019)
Em 5 de fevereiro de 2016, a Netflix renovou a série para uma sétima temporada. Em 17 de outubro de 2018, foi confirmado que a sétima temporada seria a última da série, que foi lançada em 26 de julho de 2019.

## Elenco e personagens
| Ator                   | Personagem                       | Temporadas   | Temporadas   | Temporadas   | Temporadas   | Temporadas   | Temporadas   | Temporadas   |  |
| Ator                   | Personagem                       | 1            | 2            | 3            | 4            | 5            | 6            | 7            |  |
| ---------------------- | -------------------------------- | ------------ | ------------ | ------------ | ------------ | ------------ | ------------ | ------------ |  |
| Elenco Principal       |                                  |              |              |              |              |              |              |              |  |
| Taylor Schilling       | Piper Chapman                    | Principal    | Principal    | Principal    | Principal    | Principal    | Principal    | Principal    |  |
| Laura Prepon           | Alex Vause                       | Principal    | Recorrente   | Principal    | Principal    | Principal    | Principal    | Principal    |  |
| Michael J. Harney      | Sam Healy                        | Principal    | Principal    | Principal    | Principal    |              | Participação | Participação |  |
| Michelle Hurst         | Miss Claudette Pelage            | Principal    |              |              |              |              |              |              |  |
| Kate Mulgrew           | Galina "Red" Reznikov            | Principal    | Principal    | Principal    | Principal    | Principal    | Principal    | Principal    |  |
| Jason Biggs            | Larry Bloom                      | Principal    | Principal    |              |              | Participação |              | Recorrente   |  |
| Uzo Aduba              | Suzanne "Olhos Loucos" Warren    | Recorrente   | Principal    | Principal    | Principal    | Principal    | Principal    | Principal    |  |
| Danielle Brooks        | Tasha "Taystee" Jefferson        | Recorrente   | Principal    | Principal    | Principal    | Principal    | Principal    | Principal    |  |
| Natasha Lyonne         | Nicky Nichols                    | Recorrente   | Principal    | Principal    | Principal    | Principal    | Principal    | Principal    |  |
| Taryn Manning          | Tiffany "Pennsatucky" Doggett    | Recorrente   | Principal    | Principal    | Principal    | Principal    | Principal    | Principal    |  |
| Selenis Leyva          | Gloria Mendoza                   | Recorrente   | Recorrente   | Principal    | Principal    | Principal    | Principal    | Principal    |  |
| Adrienne C. Moore      | Cindy "Black Cindy" Hayes        | Recorrente   | Recorrente   | Principal    | Principal    | Principal    | Principal    | Principal    |  |
| Dascha Polanco         | Dayanara "Daya" Diaz             | Recorrente   | Recorrente   | Principal    | Principal    | Principal    | Principal    | Principal    |  |
| Nick Sandow            | Joe Caputo                       | Recorrente   | Recorrente   | Principal    | Principal    | Principal    | Principal    | Principal    |  |
| Yael Stone             | Lorna Morello                    | Recorrente   | Recorrente   | Principal    | Principal    | Principal    | Principal    | Principal    |  |
| Samira Wiley           | Poussey Washington               | Recorrente   | Recorrente   | Principal    | Principal    | Participação |              | Participação |  |
| Jackie Cruz            | Marisol "Flaca" Gonzales         | Recorrente   | Recorrente   | Recorrente   | Principal    | Principal    | Principal    | Principal    |  |
| Lea DeLaria            | Carrie "Big Boo" Black           | Recorrente   | Recorrente   | Recorrente   | Principal    | Principal    | Participação | Participação |  |
| Elizabeth Rodriguez    | Aleida Diaz                      | Recorrente   | Recorrente   | Recorrente   | Principal    | Principal    | Principal    | Principal    |  |
| Jessica Pimentel       | Maria Ruiz                       | Recorrente   | Recorrente   | Recorrente   | Recorrente   | Principal    | Principal    | Principal    |  |
| Laura Gómez            | Blanca Flores                    | Recorrente   | Recorrente   | Recorrente   | Recorrente   | Recorrente   | Principal    | Principal    |  |
| Matt Peters            | Joel Luschek                     | Recorrente   | Recorrente   | Recorrente   | Recorrente   | Recorrente   | Principal    | Principal    |  |
| Dale Soules            | Frieda Berlin                    |              | Recorrente   | Recorrente   | Recorrente   | Recorrente   | Principal    | Principal    |  |
| Alysia Reiner          | Natalie "Fig" Figueroa           | Recorrente   | Recorrente   | Recorrente   | Participação | Recorrente   | Recorrente   | Principal    |  |
| Elenco Recorrente      |                                  |              |              |              |              |              |              |              |  |
| Madeline Brewer        | Tricia Miller                    | Recorrente   |              |              |              |              |              |              |  |
| Brendan Burke          | Wade Donaldson                   | Recorrente   | Recorrente   | Recorrente   | Participação |              |              |              |  |
| Michael Chernus        | Cal Chapman                      | Recorrente   | Recorrente   | Recorrente   | Participação |              | Participação | Recorrente   |  |
| Tracee Chimo           | Neri Feldman                     | Recorrente   | Recorrente   | Recorrente   |              |              |              | Recorrente   |  |
| Berto Colon            | Cesar Velazquez                  | Recorrente   | Recorrente   | Recorrente   |              | Participação |              | Recorrente   |  |
| Laverne Cox            | Sophia Burset                    | Recorrente   | Recorrente   | Recorrente   | Recorrente   | Recorrente   | Recorrente   | Participação |  |
| Catherine Curtin       | Wanda Bell                       | Recorrente   | Recorrente   | Recorrente   | Participação | Participação |              | Recorrente   |  |
| Maria Dizzia           | Polly Harper                     | Recorrente   | Recorrente   |              |              |              |              | Recorrente   |  |
| Lolita Foster          | Elique Maxwell                   | Recorrente   | Recorrente   | Recorrente   |              |              |              |              |  |
| Beth Fowler            | Irmã Jane Ingalls                | Recorrente   | Recorrente   | Recorrente   | Recorrente   |              |              |              |  |
| Annie Golden           | Norma Romano                     | Recorrente   | Recorrente   | Recorrente   | Recorrente   | Recorrente   |              | Participação |  |
| Diane Guerrero         | Maritza Ramos                    | Recorrente   | Recorrente   | Recorrente   | Recorrente   | Recorrente   |              | Recorrente   |  |
| Vicky Jeudy            | Janae Watson                     | Recorrente   | Recorrente   | Recorrente   | Recorrente   | Recorrente   |              | Participação |  |
| Patricia Kalember      | Marka Nichols                    | Participação |              | Recorrente   |              |              | Participação |              |  |
| Julie Lake             | Angie Rice                       | Recorrente   | Recorrente   | Recorrente   | Recorrente   | Recorrente   |              | Participação |  |
| Lauren Lapkus          | Susan Fischer                    | Recorrente   | Recorrente   |              |              |              |              | Participação |  |
| Joel Marsh Garland     | Scott O'Neill                    | Recorrente   | Recorrente   | Recorrente   | Participação | Participação |              | Recorrente   |  |
| Matt McGorry           | John Bennett                     | Recorrente   | Recorrente   | Recorrente   |              |              |              |              |  |
| Emma Myles             | Leanne Taylor                    | Recorrente   | Recorrente   | Recorrente   | Recorrente   | Recorrente   |              | Participação |  |
| Barbara Rosenblat      | Rosa "Miss Rosa" Cisneros        | Recorrente   | Recorrente   | Participação |              |              |              |              |  |
| Deborah Rush           | Carol Chapman                    | Recorrente   | Recorrente   | Recorrente   |              | Participação |              | Participação |  |
| Bill Hoag              | Bill Chapman                     | Participação | Participação | Participação |              |              |              | Recorrente   |  |
| Abigail Savage         | Gina Murphy                      | Recorrente   | Recorrente   | Recorrente   | Recorrente   | Recorrente   |              | Participação |  |
| Pablo Schreiber        | George "Pornstache" Mendez       | Recorrente   | Recorrente   | Participação |              | Participação |              | Participação |  |
| Kaipo Schwab           | Igme Dimaguiba                   | Recorrente   | Recorrente   | Recorrente   | Recorrente   |              |              |              |  |
| Constance Shulman      | Erica "Yoga" Jones               | Recorrente   | Recorrente   | Recorrente   | Recorrente   | Recorrente   |              | Participação |  |
| Nick Stevenson         | Pete Harper                      | Recorrente   | Recorrente   |              |              |              |              |              |  |
| Lori Tan Chinn         | Mei Chang                        | Recorrente   | Recorrente   | Recorrente   | Recorrente   | Recorrente   |              | Participação |  |
| Tamara Torres          | Emily Germann                    | Recorrente   | Recorrente   | Recorrente   | Recorrente   | Recorrente   |              | Participação |  |
| Lin Tucci              | Anita DeMarco                    | Recorrente   | Recorrente   | Recorrente   | Recorrente   | Recorrente   |              | Participação |  |
| Tanya Wright           | Crystal Burset                   | Recorrente   | Recorrente   | Recorrente   | Recorrente   |              | Participação |              |  |
| Miguel Izaguirre       | Diablo                           | Participação |              |              | Participação | Participação | Recorrente   | Recorrente   |  |
| Mary Boyer             | Pat Warren                       | Participação | Participação |              |              | Recorrente   | Participação | Participação |  |
| Hamilton Clancy        | Kowalski                         |              | Recorrente   | Recorrente   |              |              |              |              |  |
| Yvette Freeman         | Irma Lerman                      |              | Recorrente   | Participação |              |              |              |              |  |
| Germar Terrell Gardner | Charles Ford                     |              | Recorrente   | Recorrente   |              |              |              |              |  |
| Kimiko Glenn           | Brook Soso                       |              | Recorrente   | Recorrente   | Recorrente   | Recorrente   |              | Participação |  |
| Olivia Luccardi        | Jennifer Digori                  |              | Participação |              | Recorrente   | Recorrente   |              |              |  |
| Ian Paola              | Yadriel                          |              | Recorrente   | Recorrente   | Participação | Recorrente   |              | Recorrente   |  |
| Lori Petty             | Lolly Whitehill                  |              | Participação | Recorrente   | Recorrente   |              | Recorrente   | Recorrente   |  |
| Judith Roberts         | Taslitz                          |              | Recorrente   |              | Participação |              |              | Participação |  |
| Lorraine Toussaint     | Yvonne "Vee" Parker              |              | Recorrente   |              |              |              |              |              |  |
| Patricia Squire        | Jimmy Cavanaugh                  |              | Recorrente   |              |              |              |              |              |  |
| Jamie Denbo            | Shelly Ginsberg                  |              | Participação | Participação |              | Recorrente   |              |              |  |
| Alexander Wraith       | Vasily Reznikov                  |              | Participação | Participação |              |              | Recorrente   |              |  |
| Natalie Carter         | Lillian Hayes                    |              | Participação | Participação |              | Participação | Participação | Recorrente   |  |
| Alan Aisenberg         | Baxter "Gerber" Bayley           |              |              | Recorrente   | Recorrente   | Recorrente   |              |              |  |
| Emily Althaus          | Maureen Kukudio                  |              |              | Recorrente   | Recorrente   | Recorrente   |              |              |  |
| Mike Birbiglia         | Danny Pearson                    |              |              | Recorrente   | Recorrente   |              |              |              |  |
| Marsha Stephanie Blake | Berdie Rogers                    |              |              | Recorrente   |              |              |              |              |  |
| Blair Brown            | Judy King                        |              |              | Recorrente   | Recorrente   | Recorrente   |              | Participação |  |
| Michael Bryan French   | Jack Pearson                     |              |              | Recorrente   | Recorrente   | Recorrente   | Participação |              |  |
| Danielle Herbert       | Jeanie "Babs" Babson             |              |              | Recorrente   |              | Participação |              |              |  |
| Jimmy Gary Jr.         | Felix Rikerson                   |              |              | Recorrente   | Recorrente   | Participação |              |              |  |
| John Magaro            | Vince "Vinnie" Muccio            |              |              | Recorrente   | Recorrente   | Recorrente   |              | Recorrente   |  |
| James McMenamin        | Charlie "Donuts" Coates          |              |              | Recorrente   | Recorrente   | Recorrente   | Recorrente   |              |  |
| Ruby Rose              | Stella Carlin                    |              |              | Recorrente   | Participação |              |              |              |  |
| Eden Malyn             | Erin Sikowitz                    |              |              | Recorrente   | Participação |              |              |              |  |
| Mary Steenburgen       | Delia Mendez-Powell              |              |              | Recorrente   |              | Participação |              |              |  |
| Beth Dover             | Linda Ferguson                   |              |              | Participação | Recorrente   | Recorrente   | Recorrente   | Recorrente   |  |
| Karina Ortiz           | Margarita                        |              |              | Participação | Participação | Recorrente   | Participação |              |  |
| Richard Masur          | Bill Montgomery                  |              |              | Participação | Participação | Recorrente   |              |              |  |
| Rosal Colon            | Carmen "Ouija" Aziza             |              |              |              | Recorrente   | Recorrente   | Participação |              |  |
| Francesca Curran       | Helen "Skinhead Helen" Van Maele |              |              |              | Recorrente   | Recorrente   | Participação |              |  |
| Asia Kate Dillon       | Brandy Epps                      |              |              |              | Recorrente   | Recorrente   |              |              |  |
| Shannon Esper          | Alana Dwight                     |              |              |              | Recorrente   | Recorrente   | Recorrente   | Recorrente   |  |
| Evan Hall              | B. Stratman                      |              |              |              | Recorrente   | Recorrente   |              |              |  |
| Nick Dillenburg        | Ryder Blake                      |              |              |              | Recorrente   | Recorrente   | Recorrente   | Recorrente   |  |
| Brad William Henke     | Desi Piscatella                  |              |              |              | Recorrente   | Recorrente   | Participação |              |  |
| Mike Houston           | Lee Dixon                        |              |              |              | Recorrente   | Recorrente   | Recorrente   | Recorrente   |  |
| Daniella De Jesus      | Irene "Zirconia" Cabrera         |              |              |              | Recorrente   | Recorrente   | Recorrente   | Recorrente   |  |
| Kelly Kabarcz          | Kasey Sankey                     |              |              |              | Recorrente   | Recorrente   |              | Participação |  |
| Miriam Morales         | Ramona "Pidge" Contreras         |              |              |              | Recorrente   | Recorrente   |              |              |  |
| Jolene Purdy           | Stephanie Hapakuka               |              |              |              | Recorrente   | Recorrente   |              |              |  |
| Amanda Stephen         | Alison Abdullah                  |              |              |              | Recorrente   | Recorrente   |              | Participação |  |
| Arianda Fernandez      | Michelle Carreras                |              |              |              | Recorrente   | Recorrente   |              |              |  |
| Emily Tarver           | Artesian McCullough              |              |              |              | Recorrente   | Recorrente   | Recorrente   | Recorrente   |  |
| Michael Torpey         | Thomas Humphrey                  |              |              |              | Recorrente   | Recorrente   |              |              |  |
| John Palladino         | Josh                             |              |              |              | Participação | Recorrente   |              |              |  |
| Gerrard Lobo           | Adarsh                           |              |              |              |              | Recorrente   |              |              |  |
| Gita Reddy             | Nita Reddy                       |              |              |              |              | Recorrente   |              |              |  |
| Anita Keal             | Elsie                            |              |              |              |              | Recorrente   | Participação |              |  |
| Hunter Emery           | Rick Hopper                      |              |              |              |              | Recorrente   | Recorrente   | Recorrente   |  |
| David Roberts          | Davis                            |              |              |              |              | Recorrente   |              |              |  |
| Shirley Roeca          | Juanita Vazquez                  |              |              |              |              | Participação | Recorrente   | Recorrente   |  |
| Jason Altman           | Herrmann                         |              |              |              |              | Participação | Recorrente   |              |  |
| Shawna Hamic           | Virginia "Ginger" Copeland       |              |              |              |              |              | Recorrente   | Recorrente   |  |
| Nicholas Webber        | Alvarez                          |              |              |              |              |              | Recorrente   | Recorrente   |  |
| Susan Heyward          | Tamika Ward                      |              |              |              |              |              | Recorrente   | Recorrente   |  |
| Josh Segarra           | Stefanovic                       |              |              |              |              |              | Recorrente   | Recorrente   |  |
| Branden Wellington     | Jarod Young                      |              |              |              |              |              | Recorrente   | Recorrente   |  |
| Greg Vrotsos           | Hellman                          |              |              |              |              |              | Recorrente   | Recorrente   |  |
| Vicci Martinez         | Dominga "Daddy" Duarte           |              |              |              |              |              | Recorrente   | Participação |  |
| Amanda Fuller          | Madison "Mádison" Murphy         |              |              |              |              |              | Recorrente   | Recorrente   |  |
| Henny Russell          | Carol Denning                    |              |              |              |              |              | Recorrente   |              |  |
| Mackenzie Phillips     | Barbara "Barb" Denning           |              |              |              |              |              | Recorrente   |              |  |
| Finnerty Steeves       | Beth Hoefler                     |              |              |              |              |              | Recorrente   | Recorrente   |  |
| Besanya Santiago       | Raquel "Creech" Munoz            |              |              |              |              |              | Recorrente   | Recorrente   |  |
| Christina Toth         | Annalisa Damiva                  |              |              |              |              |              | Recorrente   | Recorrente   |  |
| Phumzile Sitole        | Antoinetta "Akers" Kerson        |              |              |              |              |              | Recorrente   | Recorrente   |  |
| Alice Kremelberg       | Nicole Eckelcamp                 |              |              |              |              |              | Recorrente   | Recorrente   |  |
| Reema Sampat           | Shruti Chambal                   |              |              |              |              |              | Recorrente   | Recorrente   |  |
| Sipiwe Moyo            | Adeola Chinede                   |              |              |              |              |              | Recorrente   | Recorrente   |  |
| Mandela Bellamy        | Rosalie Deitland                 |              |              |              |              |              | Recorrente   | Recorrente   |  |
| Dana Berger            | Crystal Tawney                   |              |              |              |              |              | Recorrente   | Recorrente   |  |
| Rebecca Knox           | Tina Swope                       |              |              |              |              |              | Recorrente   | Recorrente   |  |
| Jo Lampert             | Marie Brock                      |              |              |              |              |              | Recorrente   | Recorrente   |  |
| Kana Hatakeyama        | Charlene Teng                    |              |              |              |              |              | Recorrente   | Participação |  |
| Marcia DeBonis         | Cathy                            |              |              |              |              |              | Recorrente   | Recorrente   |  |
| Karina Arroyave        | Karla Córdova                    |              |              |              |              |              |              | Recorrente   |  |
| Alicia Witt            | Zelda                            |              |              |              |              |              |              | Recorrente   |  |
| Marie-Lou Nahhas       | Shani Abboud                     |              |              |              |              |              |              | Recorrente   |  |
| Alysia Joy Powell      | Wyndolyn Capers                  |              |              |              |              |              |              | Recorrente   |  |
| Melinna Bobadilla      | Santos Chaj                      |              |              |              |              |              |              | Recorrente   |  |
| Adam Lindo             | Carlos "Clitvack" Litvack        |              |              |              |              |              |              | Recorrente   |  |
| Ismenia Mendes         | Tali Grapes                      |              |              |              |              |              |              | Recorrente   |  |

## Recepção da crítica
Orange Is the New Black teve recepção geralmente favorável por parte da crítica especializada. Na primeira temporada, com base de 32 avaliações profissionais, alcançou uma pontuação de 79% no Metacritic, indicando "resenhas geralmente favoráveis". Por votos dos usuários do site, atinge uma nota de 8,5, usada para avaliar a recepção do público. De maneira superior, as duas temporadas seguintes conseguiram, segundo o site, "aclamação universal", com uma pontuação de 89% na segunda temporada, e 83% na terceira temporada.